# Teeli
Teeli (ros. Тээли) – wieś w Rosji, w Tuwie, ośrodek administracyjny kożuunu baj-tajgińskiego. W 2010 liczyła 3390 mieszkańców.